# Canal de Karvio
Le canal de Karvio (finnois : Karvion kanava) est un canal ouvert situé dans le village de Karvio à Heinävesi en Finlande,.

## Description
La canal relie les lacs Karvionjärvi et Kermajärvi. 
Construit en 1895-1896, le canal de 300 mètres de long, fait partie de la voie navigable d'Heinävesi (Kallavesi, Suvasvesi, Varisvesi, Karvionkoski, Kermajärvi, Joutsenvesi, Tappuvirta-Oravi et Haukivesi).
Les dimensions autorisées des bateaux sont (longueur 31,2 m x largeur 7,1 m x tirant d'eau 1,8 m x hauteur 9,5 m),.
La route nationale 23 enjambe le canal dans le village de Karvio, à environ 60 km de Joensuu et 50 km de Varkaus.

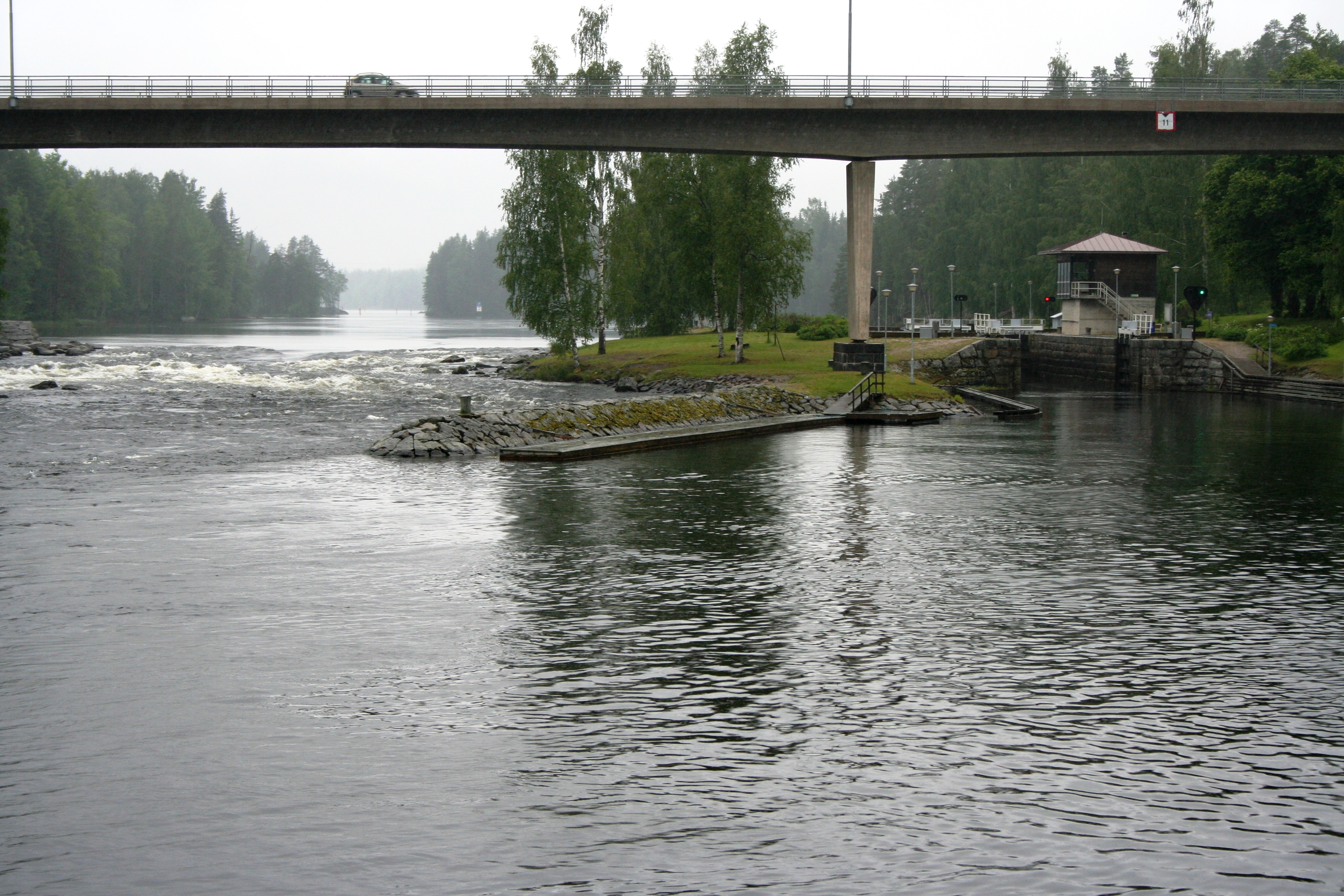
Le canal de Karvio et les rapides Karvionkoski.